# Tornské údolí

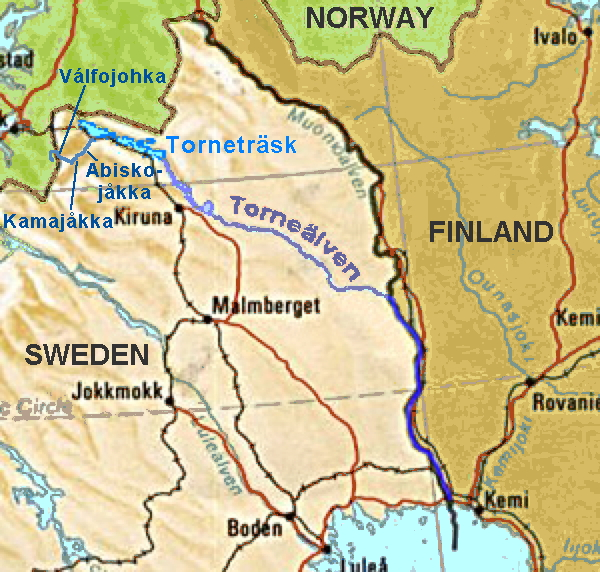
Poloha řeky Torne

Tornské údolí (fin. Tornionjokilaakso, šv. Tornedalen) je údolí ležící na hranicích Finska a Švédska. Je pojmenováno podle řeky Torne, která jím protéká do Botnického zálivu. Historicky je Tornské údolí součástí Peräpohjoly. Na švédské straně do něj náleží obce Haparanda, Övertorneå, Pajala a Kiruna, na finské pak Tornio, Ylitornio, Pello, Kolari, Muonio a Enontekiö, které společně vytváří stejnojmennou seutukuntu. Kulturně se do Tornského údolí řadí i obec Gällivare, vzhledem k velkému počtu obyvatelstva mluvících meänkieli.